# Эуберт, Андреас
Андреас Эуберт (норв. Andreas Aubert; 3 августа 1910, Осло — 11 мая 1956, там же) — норвежский деятель Движения Сопротивления во Второй мировой войне, энсин 1-й отдельной норвежской роты.

## Биография
Родился 3 августа 1910 в Осло. Его старший брат Кристиан (1909—1942) был одним из лидеров Сопротивления, попал в плен к немцам и подвергся пыткам гестапо, но никого не выдал и в итоге был убит полицаями в тюрьме Грини. Эуберт присоединился к Сопротивлению после оккупации Норвегии и был зачислен в 1-ю отдельную норвежскую роту, сформированную Управлением специальных операций Великобритании из норвежских антифашистов.
С мая 1944 года Андреас состоял в саботажной группе «Отряд Осло» (норв. Oslogjengen), которой командовал Гуннар Сёнстебю. Благодаря своим лидерским качествам Андреас не раз отправлялся на важные миссии. В начале мая 1945 года группа партизан во главе с Эубертом захватила архивы Министерства юстиции, которые потом позволили пролить свет на преступления нацистов и коллаборационистов в Норвегии во время войны.
После войны Эуберт служил телохранителем королевской семьи Норвегии. За свою службу родине награждён Норвежским военным крестом с мечом, медалью Святого Олафа с дубовой ветвью и Королевской юбилейной медалью с отметкой «1940—1945».
Скоропостижно скончался 11 мая 1956 года в Осло, похоронен на кладбище Вестре.